# Sint-Severinuskerk (Keulen)
De rooms-katholieke parochiekerk Sint-Severinus (Duits: St. Severin) is een van de twaalf romaanse basilieken in de Duitse stad Keulen. De kerk is gewijd aan de heilige Severinus, een van de Keulse stadspatronen. Het onderhoud van de kerk wordt verzorgd door de Förderverein Romanische Kirchen Köln.
De pijlerbasiliek Sint-Severinus is een voormalige stiftskerk. De status basilica minor verkreeg de kerk in 1953 door paus Pius XII.

## Geschiedenis
De huidige Severinstraße, vernoemd naar de kerk Sint-Severinus, was in de Romeinse tijd de naar Bonn leidende uitvalsweg. Aan beide zijden van de straat bevonden zich in de directe omgeving van de stad begrafenisplaatsen (een hier gevonden grafplaat bevindt zich in het Römisch-Germanisches Museum). In de 4e eeuw ontstond hier (onder het huidige middenschip van de Sint-Severinus) een kleine, rechthoekige zaalbouw (cella memoriae) met de apsis naar het westen. Mogelijk werd de zaalkerk gebouwd in opdracht van bisschop Severinus, die omstreeks deze tijd leefde en in deze kerk werd begraven. Na uitbreidingen in de 6e en 8e eeuw werd begonnen aan de nieuwbouw van een romaanse basiliek (voltooid rond het jaar 900). De kerk werd daarna voortdurend uitgebreid en gewijzigd:
- Rond 1030-1043 werd de hallencrypte en een nieuw, langer koor gebouwd. Tevens werd de confessio vergroot. In de hoeken tussen dwarsschip en koor werden nevenkoren met apsissen gebouwd.
- Vermoedelijk werd in de 11e of 12e eeuw een westelijk transept met in het midden een toren gebouwd.
- Om 1220-1237 werd het koor verlengd in de laatstaufische romaanse stijl, met torens op de flanken en een polygonale koorsluiting.
- In de 13e eeuw werd de crypte naar het oosten vergroot; wijding van de kerk op 1 november 1237.
- Sinds 1286 vonden de eerste maatregelen plaats om het kerkschip in gotische stijl te verbouwen;
- Begin 14e eeuw werd het zuidelijke nevenkoor afgebroken om op de plaats tussen transept en flanktoren de Margarethakapel (sacristie) met daaronder een crypte te bouwen.
- In de tweede helft van de 14e eeuw werden de torens op de flanken van het koor in gotische vorm verhoogd en met spitsen bekroond.
- In de 15e eeuw werden grote maaswerkvensters in de gevels van het dwarsschip ingebouwd en werd de kruisgang ten noorden van de kerk vernieuwd.
- Vanaf 1479-1550 verdere gotisering van de kerk. Het schip en de viering worden voorzien van netgewelven en er worden maaswerkvensters in de lichtbeuk en muren van de zijbeuken ingebouwd. De westelijke toren wordt verhoogd en krijgt een nieuwe spits.

Afgezien van enkele kleine veranderingen vonden er daarna geen ingrijpende wijzigingen van het gebouw plaats. In 1802 werd het koorherenstift opgeheven en werd de kerk een gewone parochiekerk. In 1863 wordt de kruisgang tot op de zuidelijke vleugel afgebroken.

## Tweede Wereldoorlog en herbouw
In de periode 1942-1945 liep de kerk zware oorlogsschade op. Alle daken, de gewelven in de viering, middenschip en toren, de vensters in de lichtbeuk en de toren aan de oostelijke zijde werden zwaar getroffen. Na de oorlog volgde de wederopbouw die tot in de jaren 60 duurde. Uitgangspunt hierbij was de van de 9e tot de 15e eeuw in verschillende bouwfasen gebouwde romaanse kerk.

## Interieur
Ondanks aanzienlijke verliezen in het verleden, de secularisatie en de oorlog is er sprake van een rijk interieur. Bezienswaardig zijn o.a.
- de Severinusschrijn uit de 19e eeuw (het origineel uit de 11e eeuw werd in 1798 omgesmolten ter vereffening van de oorlogslasten van de Franse bezetting);
- het koorgestoelte van eikenhout uit de 13e eeuw;
- een vroeg-17e-eeuwse tabernakel;
- een uit de 14e eeuw daterende reliekenkast;
- twee altaardrieluiken;
- 20 schilderijen die de Severinuslegende uitbeelden;
- een pestkruis uit de 14e eeuw;
- een piëta uit de 15e eeuw;
- in het zuidelijke zijschip is nog een romaans glasvenster behouden.

## Afbeeldingen

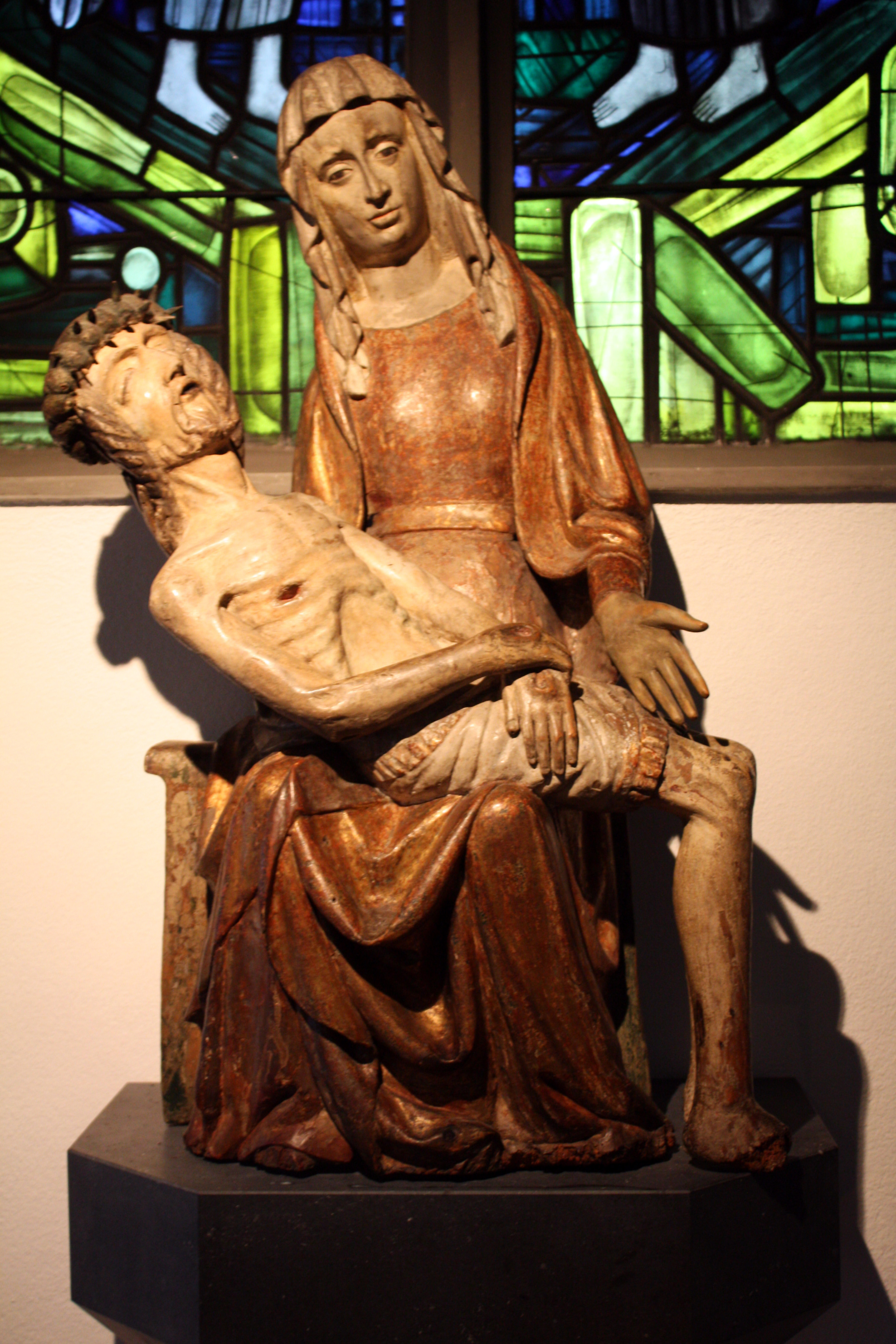
Piëta
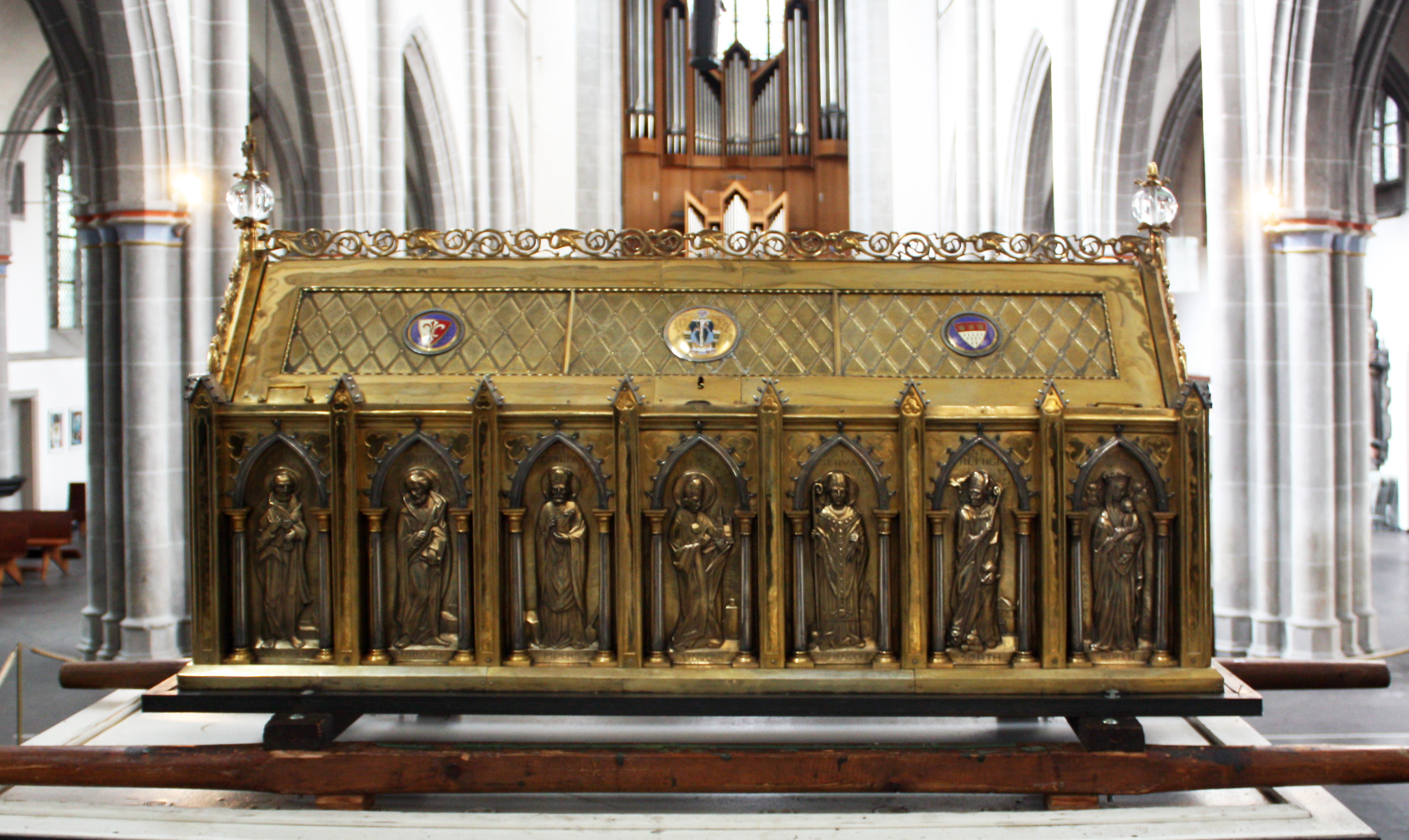
Severinusschrijn
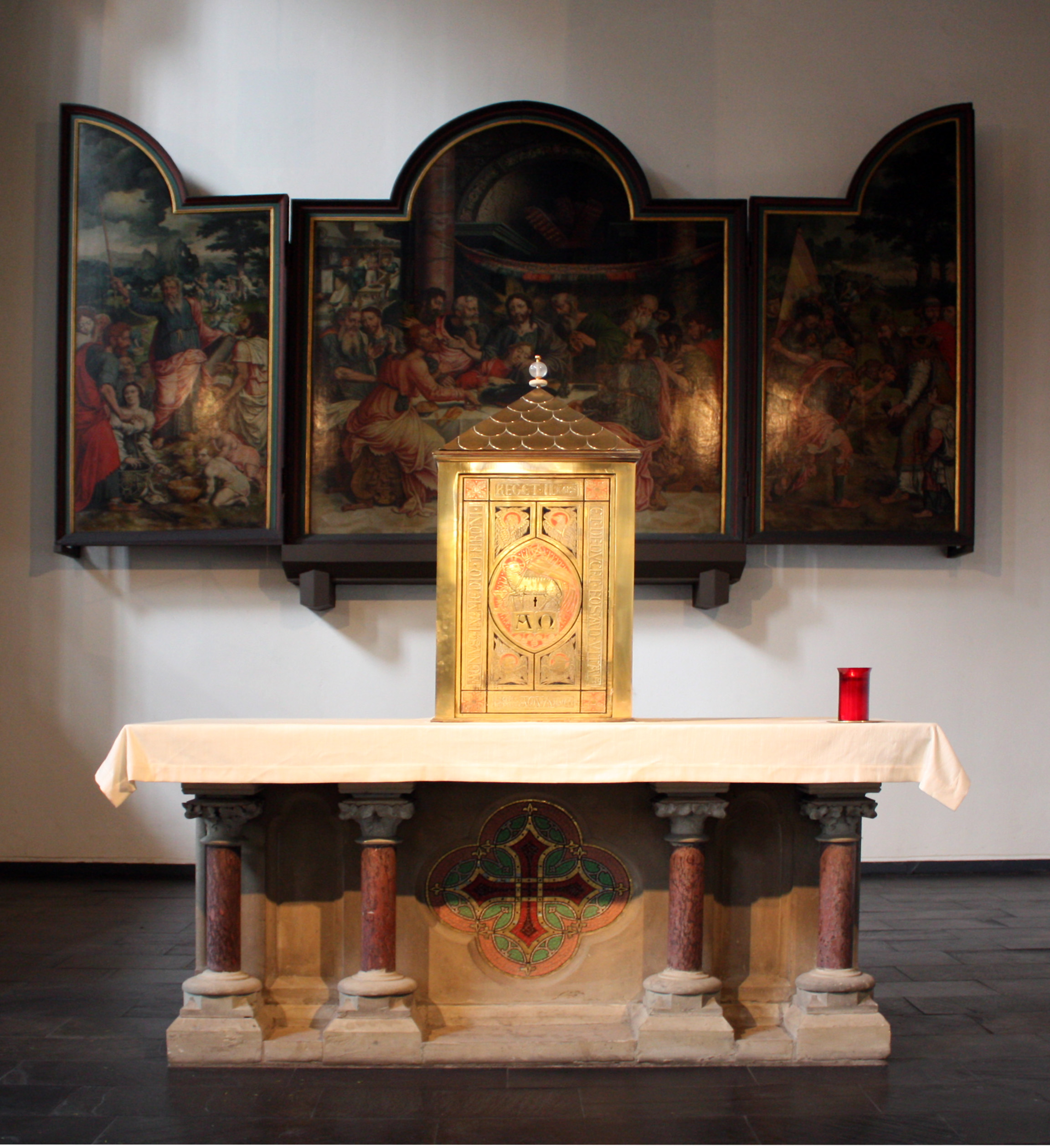
Triptiek
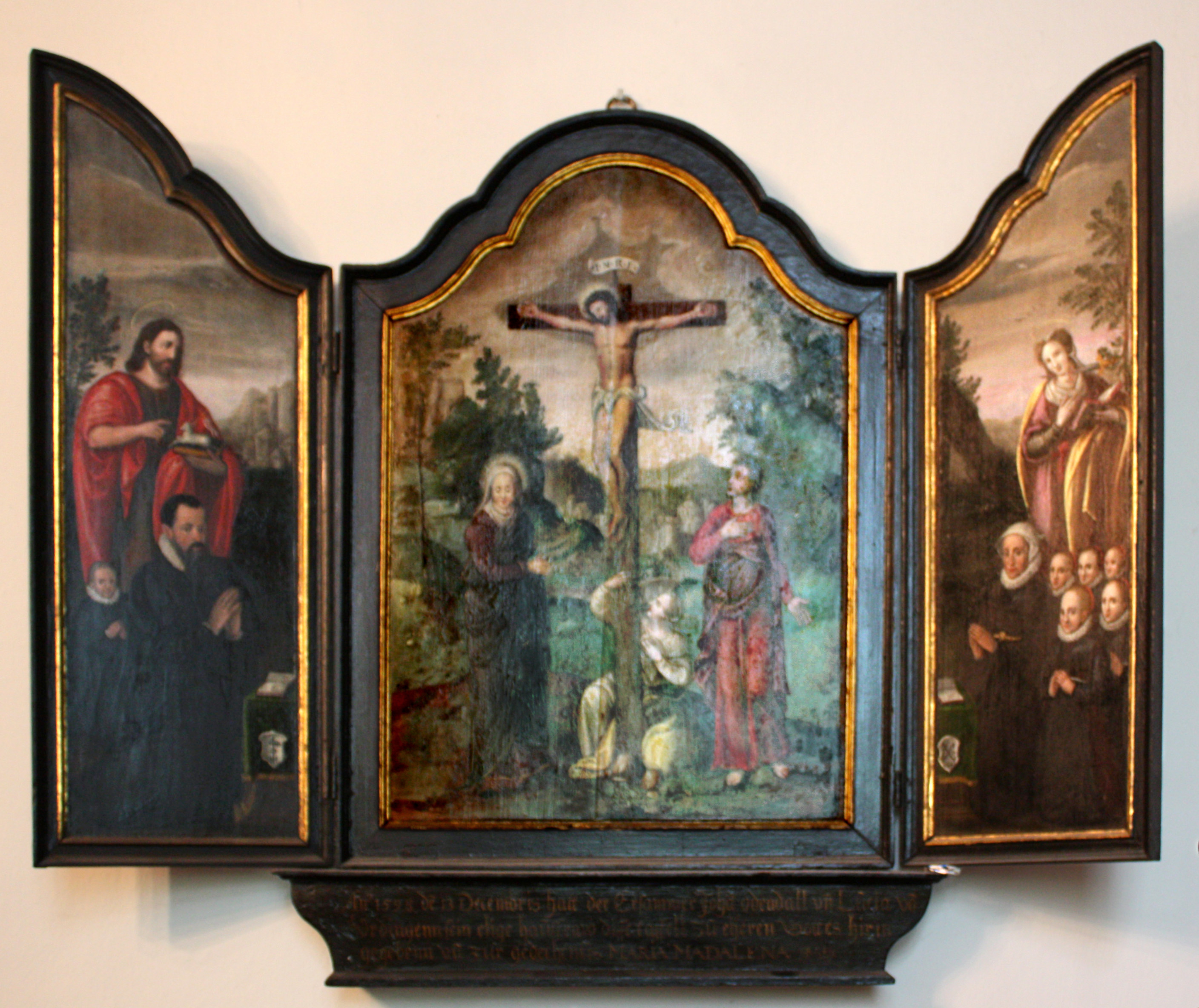
Triptiek
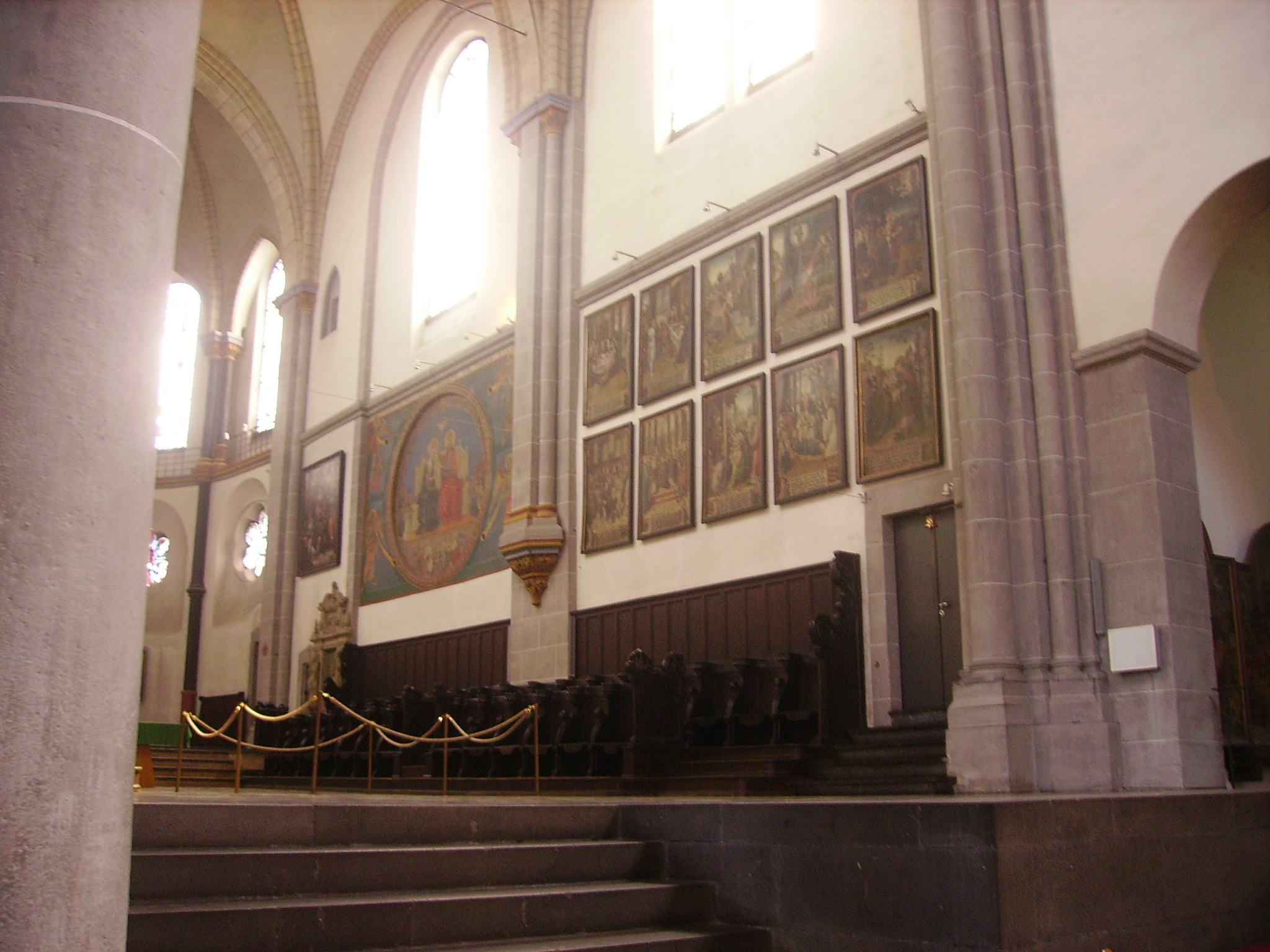
Koor
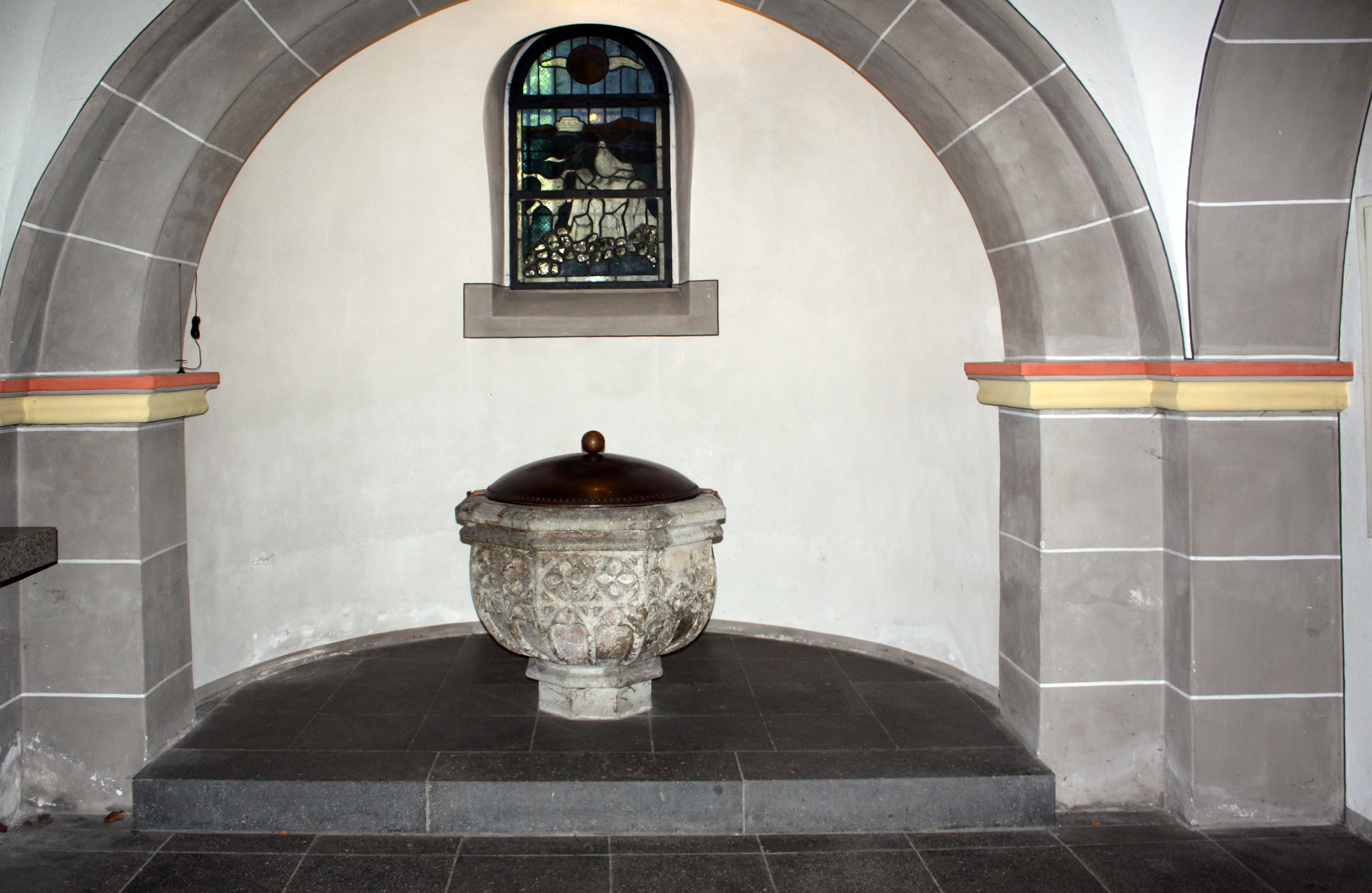
Oud doopbekken